# Bareina
Bareina est une ville et une commune du sud de la Mauritanie, située dans la région du Trarza, au sud de Boutilimit et à proximité du fleuve Sénégal, donc de la frontière avec le Sénégal.

## Histoire
La fondation de la ville de Bareina remonte au XVIIIe siècle. Au début du XIXe siècle elle est évoquée dans un poème du poète mauritanien Ould Mohamdi.

## Démographie

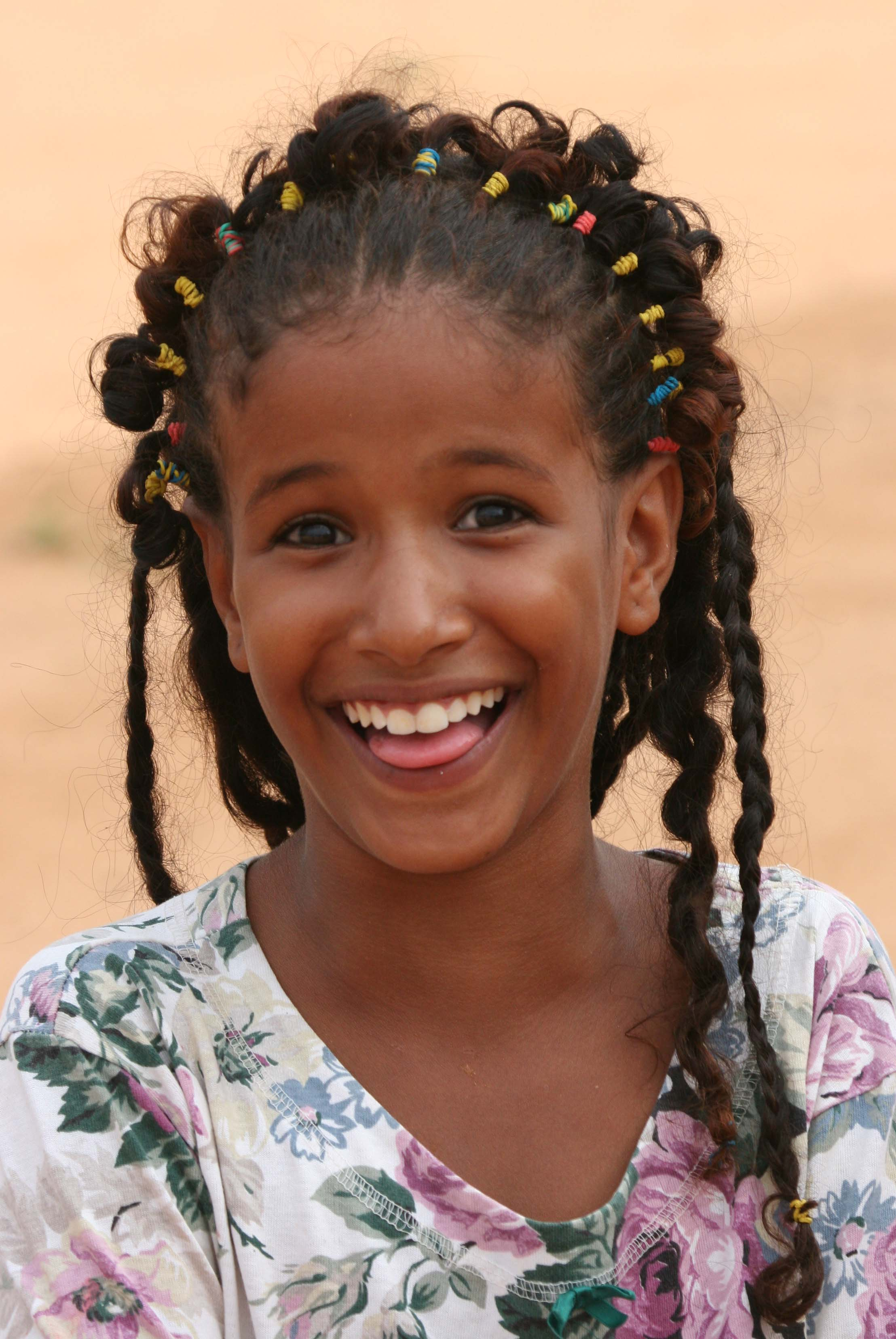
Une jeune habitante de Bareina

Lors du recensement de 2007, Bareina comptait 3 947 habitants.